# 熙信大廈

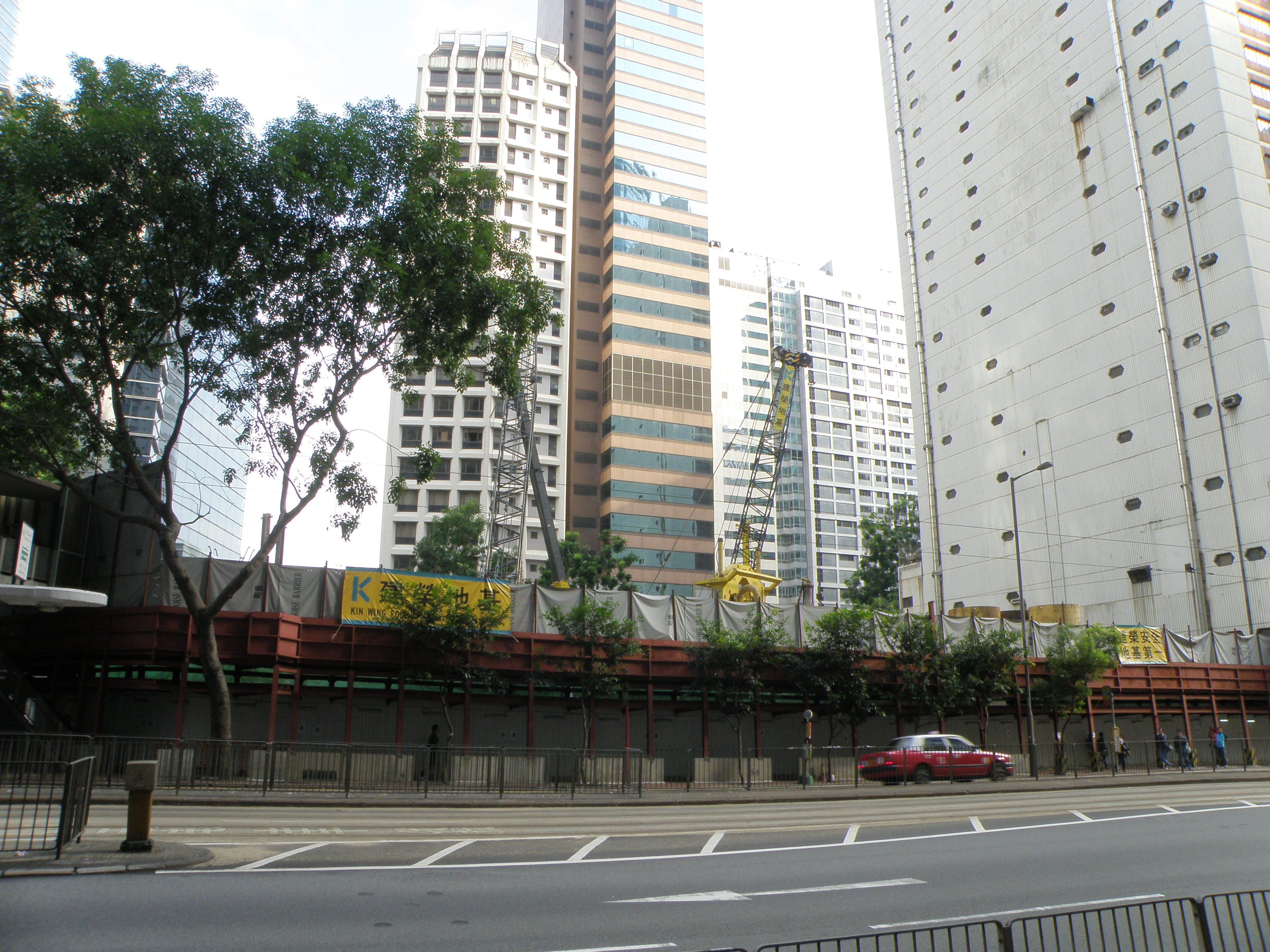
拆卸後的熙信大廈

熙信大廈（英語：Asian House，又稱熙信樓）是香港一幢已拆卸商業大廈，位於香港島灣仔西部的大佛口，地址為軒尼詩道1號，被軍器廠街、駱克道圍繞，香港警察總部旁邊。大廈於1969年落成時，原先只約五層高，於1970年周大福收購擴建成22層高大廈（實際樓層為19層，若連地下則為20層），總樓面面積約30萬平方呎。該大廈在2013年拆卸，並於2019年重建成浦發銀行大廈。

## 歷史
熙信大廈原址前身是香港麗的呼聲的總部大樓，樓高兩層，地皮則由胡文虎家族擁有。
麗的呼聲後來遷至新大樓（華比富通大廈現址），原址於1969年完成重建；翌年，大廈轉售予新世界發展創辦人鄭裕彤，並將之加建為22層高商廈。及後，大樓於1980年及1987年，三度轉售予東南亞財團、中信集團及日本歌手千昌夫，直至1989年再售予華懋集團。
2013年，華懋集團落實拆卸熙信大廈，計劃投資約16.8億元重建為一幢樓高24層、總樓面面積約311,500平方呎的商業大廈，英語名為One Hennessy，項目於2019年5月落成。上海浦東發展銀行香港分行租用其中8層，將大廈命名為浦發銀行大廈並設大燈箱展示商標。

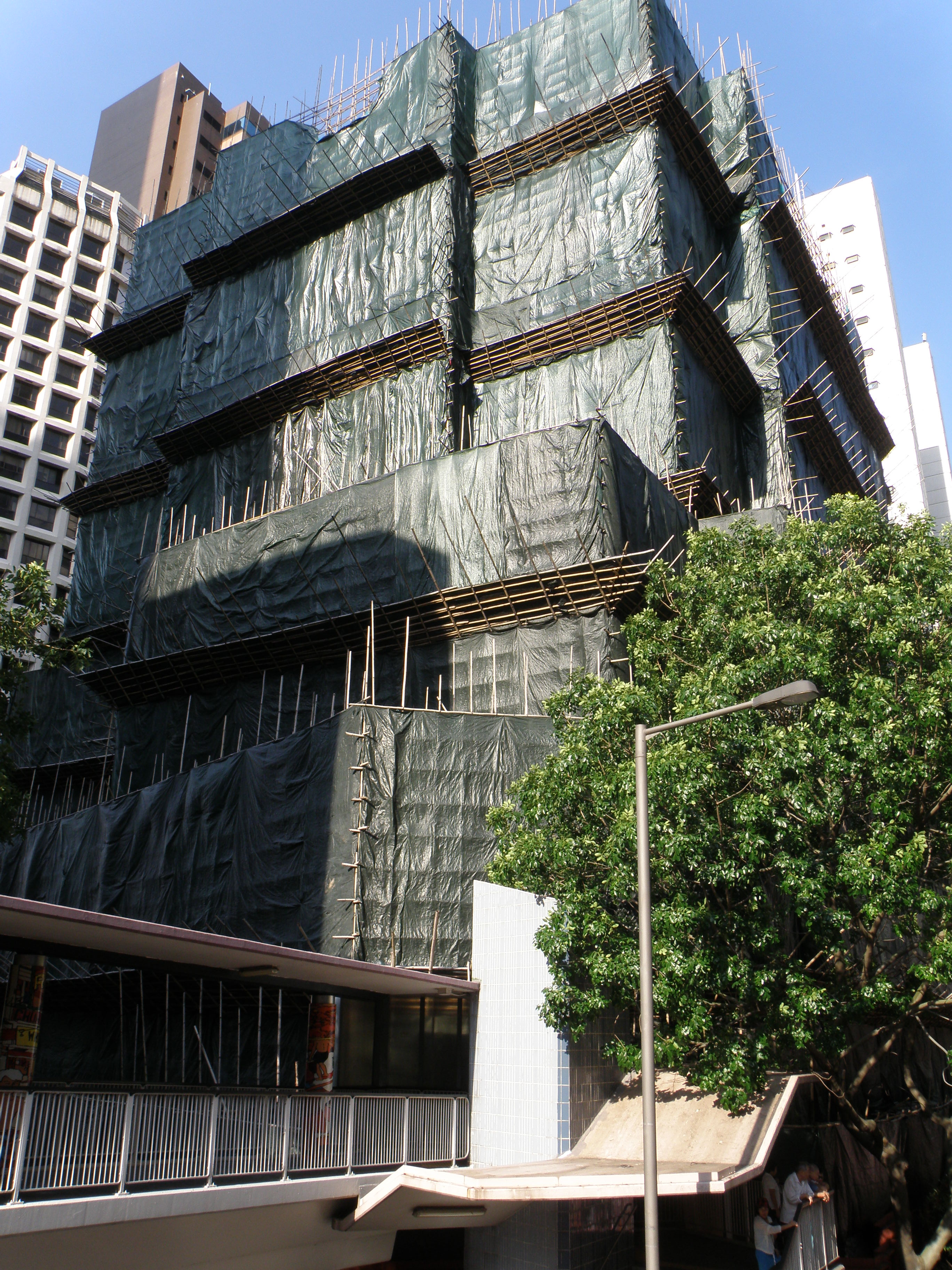
拆卸中的熙信大廈（2014年8月）
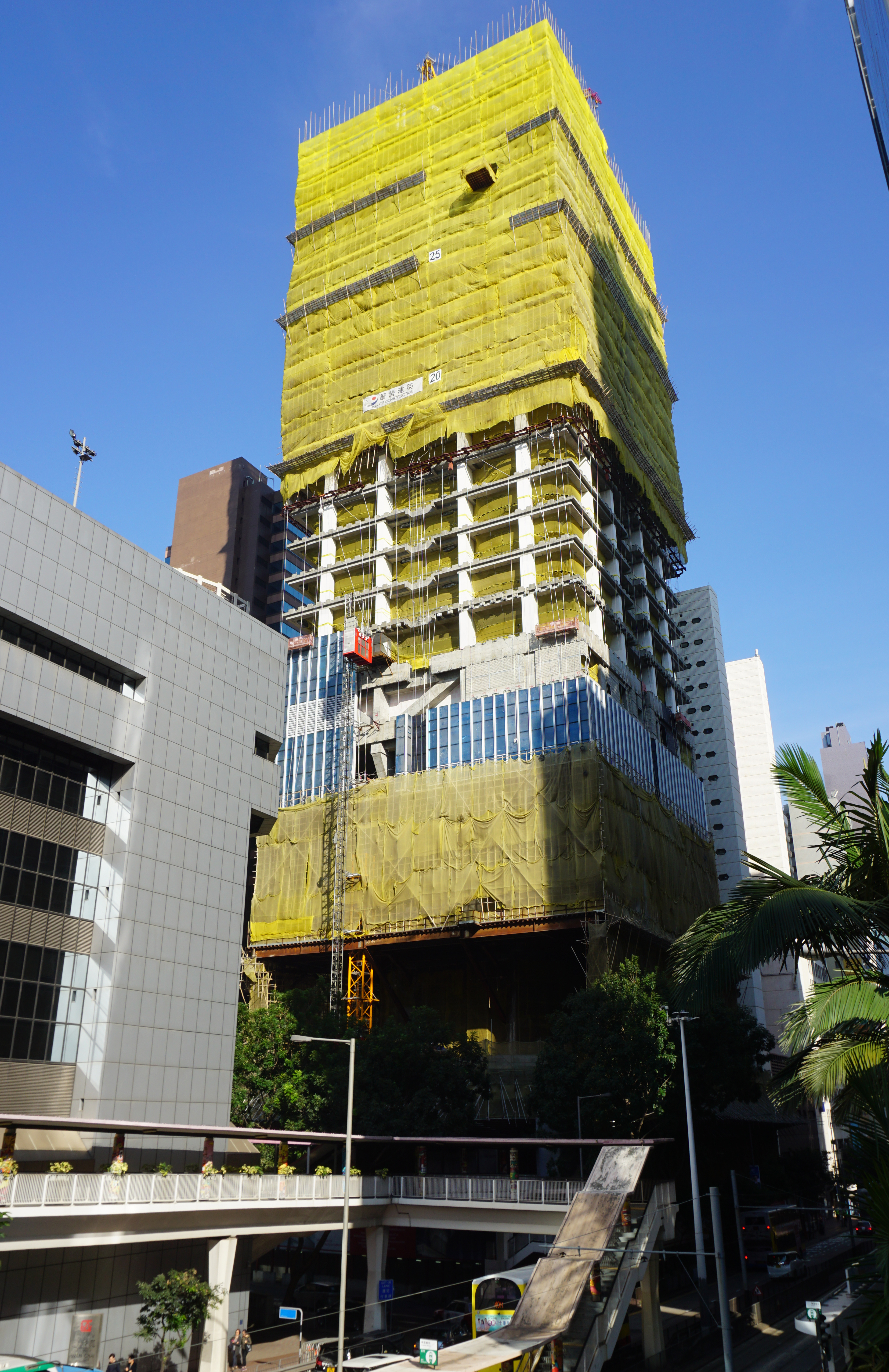
興建中的 One Hennessy （2018年1月）
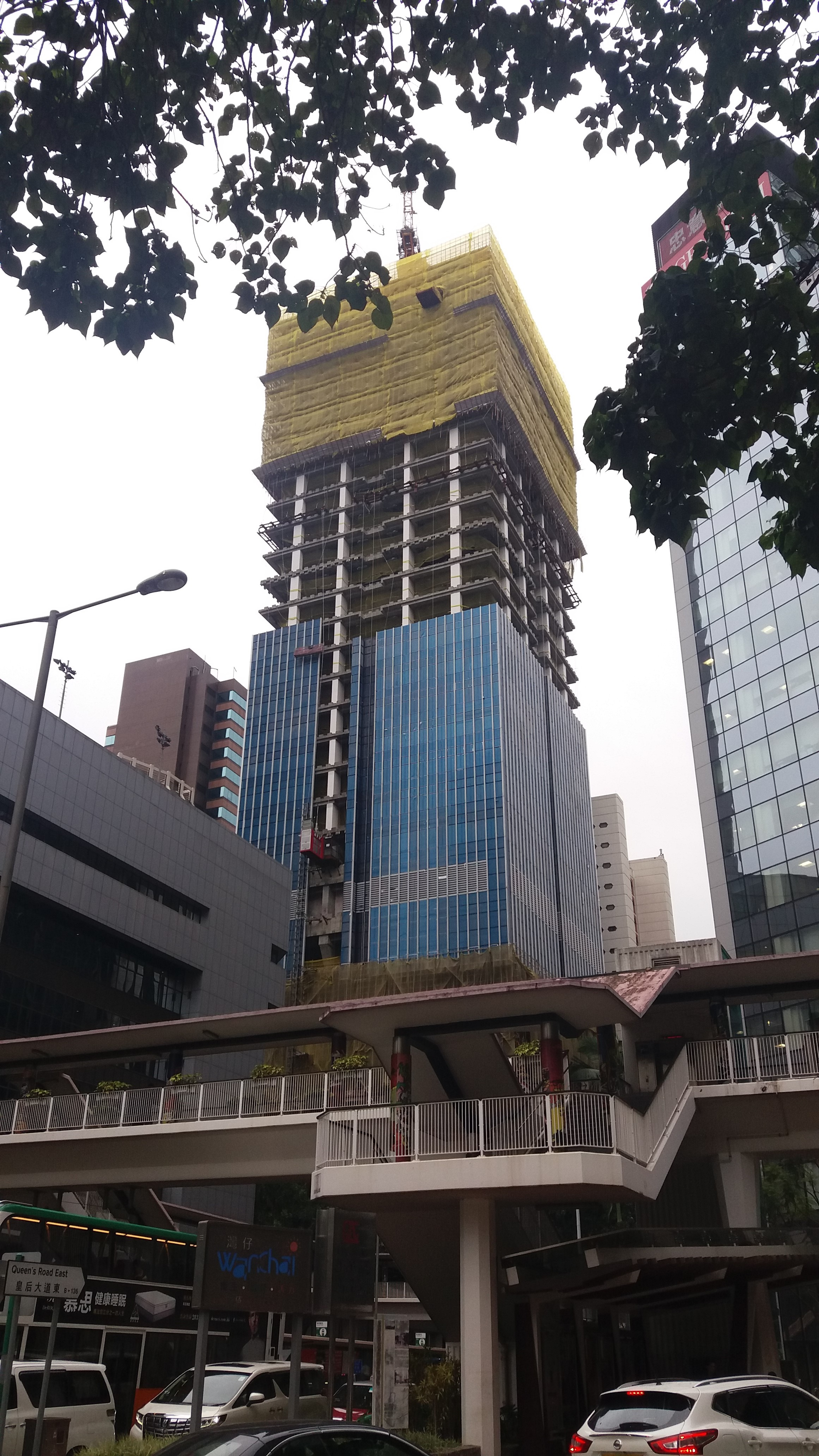
興建中的 One Hennessy （2018年3月）
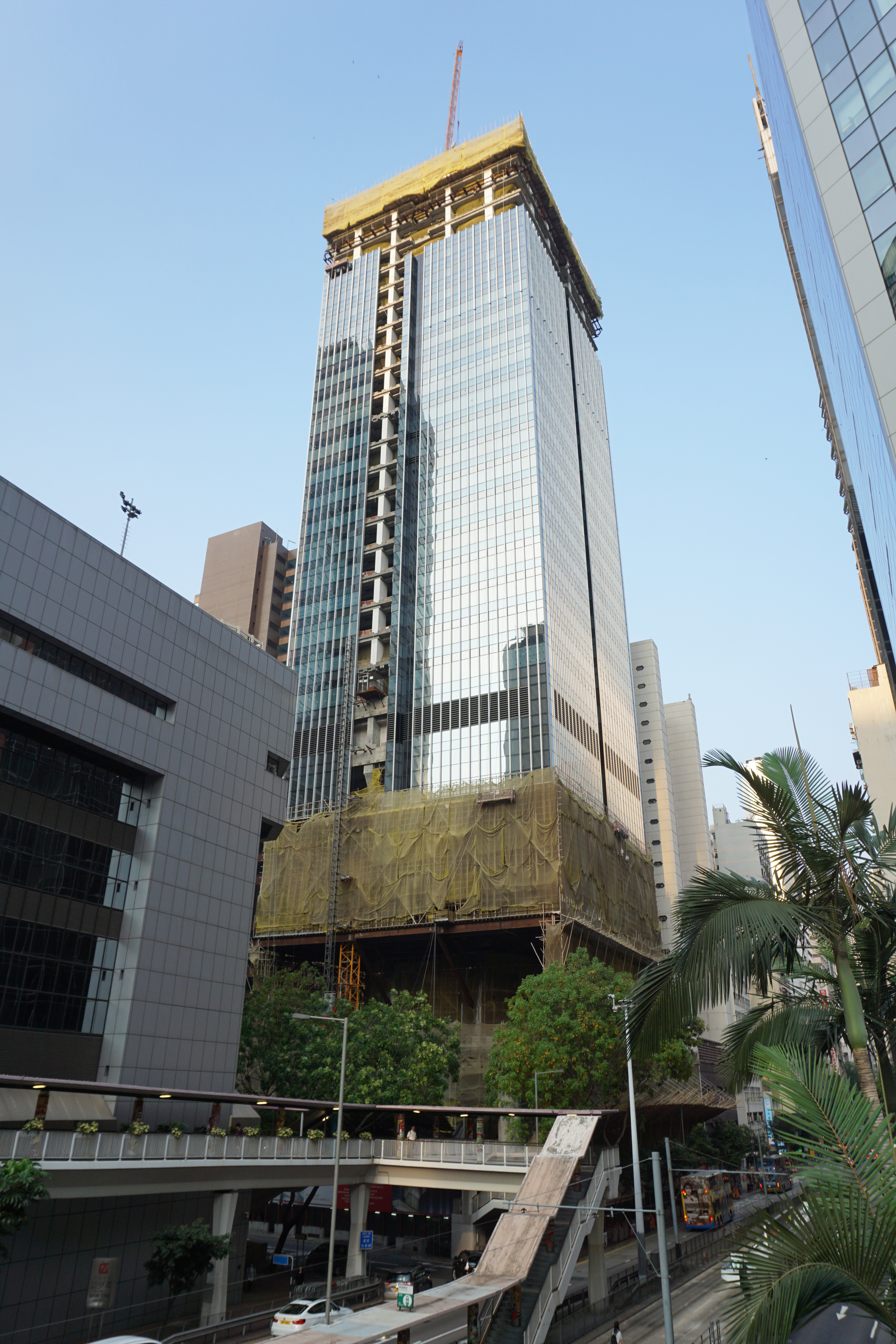
興建中的 One Hennessy （2018年5月）
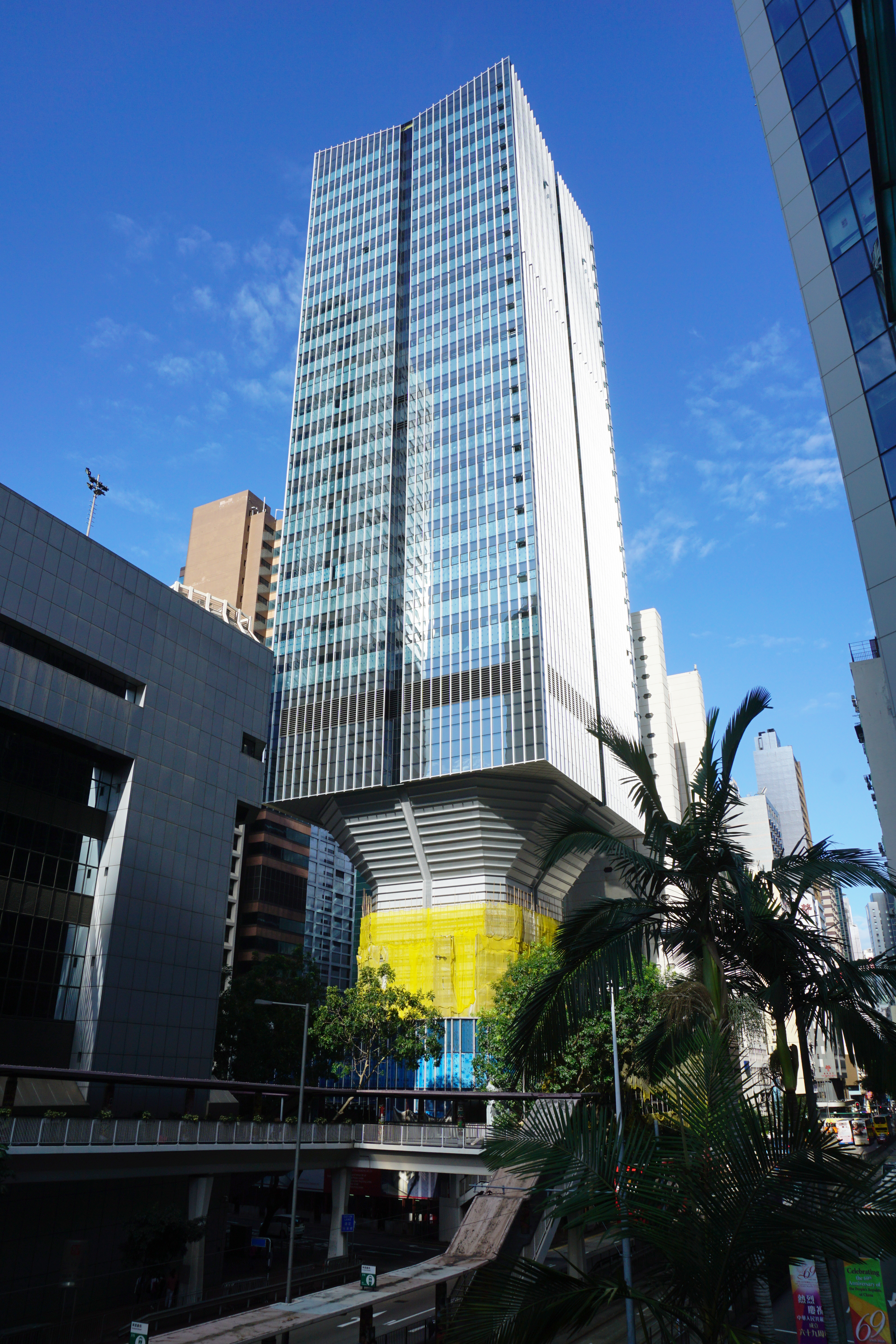
One Hennessy （2018年9月）

## 意外
2014年1月3日，正在拆卸的熙信大廈發生意外。1條2.4米長、重近兩噸的混凝土柱，突然從高處跌至七樓外牆棚架上，部分石屎更墮至軒尼詩道，並擊中三輛行駛中車輛，幸無人受傷。受意外影響，軒尼詩道一度全線封閉，以清理混凝土。

## 主要租戶
- 麥當勞
- 蜆殼油站
- 喜萬年酒樓
- 必勝客香港總部
- 軒尼詩道郵政局（2012年底遷走，2019年遷回原址）

## 鄰近建築
- 衛蘭軒
- 警政大樓
- 中南大廈
- 香港小童群益會

## 外部連結
- 斥龔仁心亂拆熙信大廈 （页面存档备份，存于），《蘋果日報》，2013年3月25日
- 熙信大廈前身麗的呼聲[永久]，《新報》，2013年3月25日
- 龔如心遺產案沒完沒了 熙信大廈商戶心傷[永久]，《新報》，2013年3月25日